# Quapaw (Oklahoma)
Quapaw es un pueblo ubicado en el condado de Ottawa en el estado estadounidense de Oklahoma. En el año 2010 tenía una población de 906 habitantes y una densidad poblacional de 647,14 personas por km².

## Geografía
Quapaw se encuentra ubicado en las coordenadas 36°57′13″N 94°47′23″O / 36.95361, -94.78972 (36.953611, -94.789722).

## Demografía
Según la Oficina del Censo en 2000 los ingresos medios por hogar en la localidad eran de $24,083 y los ingresos medios por familia eran $29,375. Los hombres tenían unos ingresos medios de $25,625 frente a los $17,279 para las mujeres. La renta per cápita para la localidad era de $10,182. Alrededor del 28.3% de la población estaban por debajo del umbral de pobreza.